# Освенцимское княжество
Освенцимское княжество (пол. Księstwo oświęcimskie, чеш. Osvětimské knížectví, нем. Herzogtum Auschwitz) — одно из силезских княжеств со столицей в Освенциме, находившееся в ленной зависимости от Чехии (1327—1457) и Польши (1457—1564).

## История
Освенцимское княжество возникло в 1314/1315 году в результате разделения Цешинского княжества. Первым освенцимским князем был Владислав I (1275/1280 — 1321/1324), правивший в 1314/1315 — 1321/1324 годах. В 1327 году его сын и наследник, Ян I Схоластик (1321/1324 — 1372), стал платить дань королю Чехии Яну Люксембургскому, став ленником Чешского королевства. 24 февраля в документе о вассальной присяге, составленном в Бытоме, упоминаются следующие города на территории княжества: Освенцим и Затор, а также местечки Кенты, Живец, Вадовице и Спытковице.

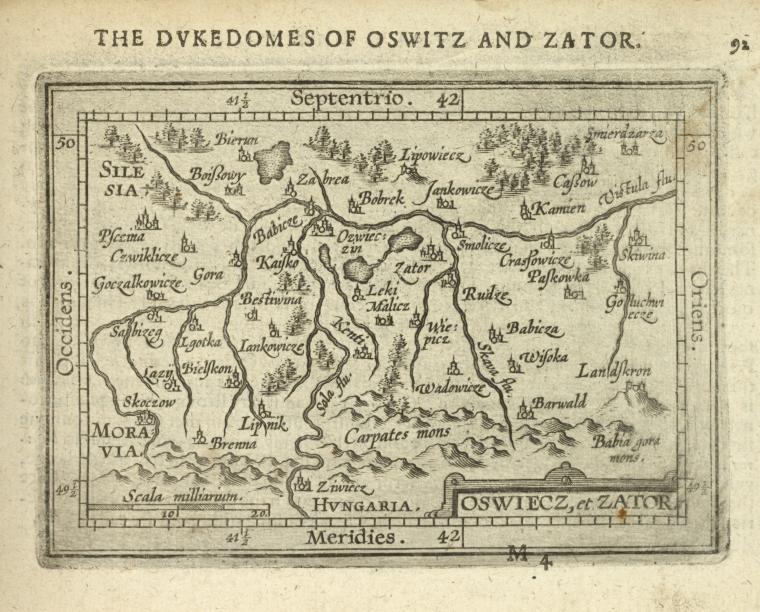
Княжества Освенцимское и Заторское, карта Ортелия Абрахама, 1603 год

В 1445 году произошло разделение Освенцимского княжества. Вацлав I Заторский (ок. 1414—1468), князь Освенцимский (1433/1434 — 1445), разделил со своими младшими братьями Пшемыславом и Яном отцовские владения. Вацлав получил Затор и стал первым князем Заторским, Пшемыслав — Тошек, а Ян получил Освенцим. 19 марта 1454 года Ян IV (1426/1430 — 1496), последний князь Освенцимский (1445—1456), принес ленную присягу на верность королю Польши Казимиру IV Ягеллончику, а 11 октября 1456 года продал ему своё княжество за 21000 злотых и 4300 гривен. В момент продажи в состав княжестве входили два города Освенцим и Кенты, два княжеских замка (в Освенциме и Волеке) и 45 селений.
С этого момента главой княжества стал староста, назначаемый польским королём. Местная шляхта (дворянство) сохранила свои особые права. В 1564 году Освенцимское и Заторское княжества были включены в состав Польского королевства и в качестве Силезского повята стали частью Краковского воеводства.

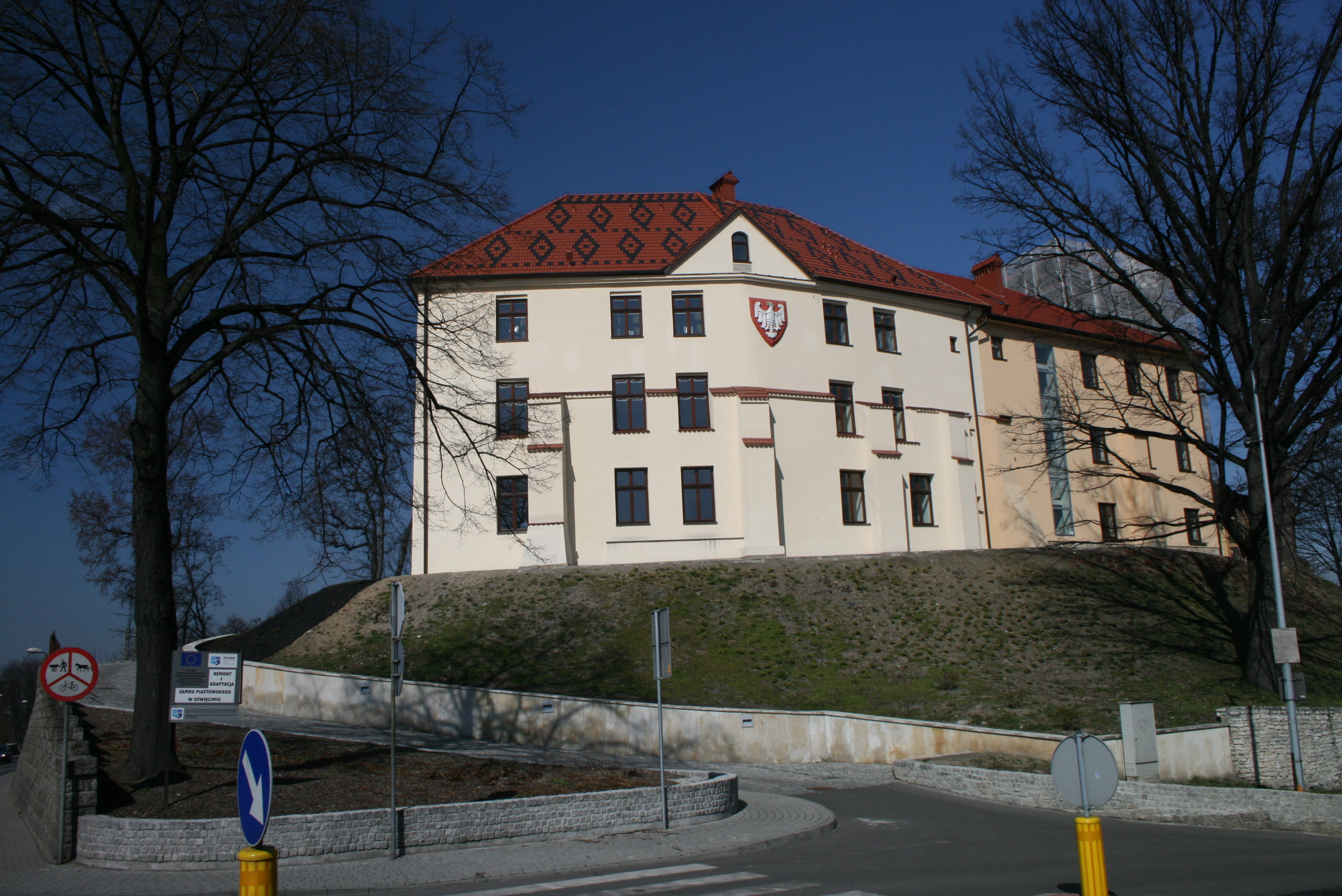
Княжеский замок в Освенциме

После Первого раздела Речи Посполитой в 1772 году территория бывшего Освенцимского княжества перешла Австрийской империи, став частью так называемого Королевства Галиции и Лодомерии. По решению Венского конгресса в 1815 году эти земли входили в состав Германского союза до 1850 года. Учитывая древнее княжество, официальное название этой части Австрийской империи гласила: Королевство Галиции и Лодомерии вместе с Великим Княжеством Краковским и Княжеством Освенцимским и Заторским.
В 1918 году территории бывшего Освенцимского княжества вошла в состав восстановленного Польского государства как часть Краковского воеводства.
Во время немецкой оккупации в 1939—1945 годах эти земли входили в состав Третьего рейха и принадлежали округу Катовице в провинции Силезия, а с 1941 года — провинции Верхняя Силезия.
В 1945—1975 годах эти земли входили в состав Краковского воеводства, затем Освенцим был включён в состав Бельского воеводства, а Бжеще — Катовицкого воеводства.
После административной реформы 1999 года земли бывшего Освенцимского княжества находятся в настоящее время в составе Малопольского воеводства.

## Князья Освенцимские
| #                                            | Имя (годы жизни)                                          | Родители                                       | Годы правления      | Примечания                                                            |
| -------------------------------------------- | --------------------------------------------------------- | ---------------------------------------------- | ------------------- | --------------------------------------------------------------------- |
| 1                                            | Владислав I Освенцимский (1275/1280 — 1321/1324)          | Мешко I Цешинский Неизвестная                  | 1314/1315–1321/1324 |                                                                       |
| 2                                            | Ян I Схоластик (1308/1310 — 29 сентября 1372)             | Владислав I Освенцимский Евфросинья Мазовецкая | 1321/1324–1372      |                                                                       |
| 3                                            | Ян II Освенцимский (ок. 1330 — 1375/1376)                 | Ян I Схоластик Неизвестная                     | 1372–1375/1376      |                                                                       |
| 4                                            | Ян III Освенцимский (ок. 1366 — 1405)                     | Ян II Освенцимский Ядвига Бжегская             | 1375/1376–1405      |                                                                       |
| 5                                            | Пшемыслав Младший Освенцимский (ок. 1365 — 1 января 1406) | Пшемыслав I Носак Елизавета Бытомская          | 1405–1406           | князь Глогувский и Сцинавский (с 1404 по 1406 год, половины княжеств) |
| 6                                            | Казимир I Освенцимский (ок. 1396 — 1433/1434)             | Пшемыслав Младший Освенцимский Неизвестная     | 1406–1433/1434      |                                                                       |
| 7                                            | Вацлав I Заторский (ок. 1414 — до 29 июля 1468)           | Казимир I Освенцимский Анна Жаганьская         | 1433/1434–1445      | князь Заторский (с 1445 по 1468 год)                                  |
| 8                                            | Пшемыслав Тошецкий (ок. 1425 — 1484)                      | Казимир I Освенцимский Анна Жаганьская         | 1433/1434–1445      | князь Тошецкий (с 1445 по 1484 год)                                   |
| 9                                            | Ян IV Освенцимский (1426/1430 — ок. 1496)                 | Казимир I Освенцимский Анна Жаганьская         | 1433/1434–1456      | князь Гливицкий (с 1465 по 1482 год)                                  |
| С 1456 года в составе земель Польской короны |                                                           |                                                |                     |                                                                       |